# Zabłocie (sielsowiet Hołubicze)
Zabłocie – dawny folwark. Tereny, na których był położony, leżą obecnie na Białorusi, w obwodzie witebskim, w rejonie głębockim, w sielsowiecie Hołubicze.

## Historia
W czasach zaborów ówczesny zaścianek leżał w granicach Imperium Rosyjskiego.
W latach 1921 – 1945 folwark leżał w Polsce, w województwie wileńskim, w powiecie dziśnieńskim, do 11 kwietnia 1929 w gminie Plisa, następnie w gminie Hołubicze.
Według Powszechnego Spisu Ludności z 1921 roku zamieszkiwało tu 7 osób, wszystkie było wyznania rzymskokatolickiego. Jednocześnie 2 mieszkańców zadeklarowało polską a 5 białoruską przynależność narodową. Było tu 5 budynków mieszkalnych. W 1931 w 7 domach zamieszkiwały 34 osoby.
Miejscowość należała do parafii rzymskokatolickiej w m. Zaszcześle i prawosławnej w Hołubiczach. Podlegała pod Sąd Grodzki w Głębokiem i Okręgowy w Wilnie; właściwy urząd pocztowy mieścił się w Hołubiczach.